# Karnaphuli River
Karnaphuli River (bengali: Karnaphuli) är ett vattendrag i Bangladesh, på gränsen till Indien.   Det ligger i provinsen Chittagong, i den sydöstra delen av landet, 220 km sydost om huvudstaden Dhaka.
Runt Karnaphuli River är det mycket tätbefolkat, med 1 411 invånare per kvadratkilometer.